# السيدة سايجو
السيدة سايجو (أو سايجو- لا- تسيبون) والمعروفة أيضا بأواي عام 1552م وتوفت في الأول من يوليو عام 1589م، وهي الزوجة الأولى وكاتمة السر الموثوق بها للسيد توكوجاوا إيأسو، اللوردالسامورائي، الذي وحد اليابان في نهاية القرن السادس عشر ثم حكم البلاد كشوغون (الحاكم الفعلي للبلاد).وهي أيضاوالدة شوغون توكوجاوا الثاني والذي يُدعى توكوجاوا هايديتادا.
وأثناء علاقتهم أثرت السيدة سايجوفي فلسفات إيأسو واختياره لحلفائه وسياساته برغم صعوده إلى السلطة في أواخر فترة سينجوكو، وبالتالي فقد كان لها أثر غير مباشر على تنظيم وتأليف إمبراطورية توكوجاوا.وبالرغم من أنها أقل شهرة من غيرها من شخصيات هذا العصر إلا إنها كانت وعلى وجه العموم تُعتبر «القوة الدافعة وراء العرش»، فقد تم مقارنة حياتها ب«قصةسندريلا» في اليابان الإقطاعية. وتم اعتبار إسهاماتهابالهامة جدا لدرجة أنه تم إدخالها بعد وفاتها ككبير الرتية الأولى للبلاط الإمبراطوري، وهو الوسام الأعلى الذي يمكن أن يمنحه إمبراطوراليابان.
وبمجرد أن احتلت مكانة مرموقة ومنيعة بكونها الزوجة الأولى ووالدة وريث إيأسواسستغلت السيدة سايجو نفوذها وثروتها لمقاصد خيرية.وكبوذية ورعة منحت المال لمعابد مقاطعة سوروجا، حيث كانت تقطن هناك كزوجة إيأسو، بداية في قلعة هامامتسو ثم قلعة سن بو فيما بعد.ولأنها كانت حسيرة النظر بعض الشئ، أسست أيضا منظمة خيرية والتي ساعدت النساء ضعاف البصر واللاتي ليست لهن أي وسيلة أخرى للمساعدة.وقد توفت السيدة سايجو في سن مبكرة إلى حد ما في ظل ملابسات غامضة بعض الشئ.وبالرغم من الاشتباه في موتها مقتولة إلا إنه لم يتم التعرف على هوية المجرم.
انجبت السيدة سايجو أربعة أطفال: فقد كان لها ابن وابنة (سايجو كاتسوتادا وتوكوهيم) عندما تزوجت ثم أنجبت بعد ذلك ابنين عندما كانت زوجة توكوجاواإيأسو: توكوجاوا هايديتادا وماتسودايرا تادايوشي.وقد كانت الإمبراطورة ميشو (1696م - 1624م)واحدة من النساء القلائل جدا من أحفاد السيدة سايجو اللاتي انضمت إلى عرش الأقحوان كما النهج السائد للإمبراطورة.

## اسمها
يعد التعبير «سايجو لا تسيبون» المستخدم في معظم النصوص التاريخية لقبا رسميا بدلا من مجرد اسم. فعندما بلغت سن الرشد تبنتها قبيلة سايجو لذلك كان مسموح لها استخدام لقب العائلة. وعندما سميت في وقت لاحق بالزوجة الأولى لتوكوجاوا إيأسو فغن لقب (تسيبون)(المنطوق تسييبون)تم إلحاقه بلقب العائلة.وكان اللقب واحد من عدة لواحق اسمية تمنح للنساء ذات المكانة الرفيعة (وتشمل الأخرى -كاتا-و-دونو-. ويعتمد منح اللقب على الطبقة الاجتماعية وعلاقتها باللورد السامورائي، مثل ما إذا كانت زوجة شرعية أوخليلة، وماإذا كانتقد أنجبت منه أطفالا أم لا. وتشير كلمة (تسيبون) إلى مساكن مخصصة لسيدات البلاط،  ثم أصبحت لقبا لهولاء اللاتي يتم منحهن مساكن خاصة، مثل الخليلات ذوات الأطفال الاتي يتمتعن بمكانة رفيعة. وكان هذا اللقب «تسيبون» يستخدم للخليلات منذ فترة هييان وحتى فترة ميجي (من القرن الثامن عشر إلى أوائل القرن العشرين)،)وعادة ما تُترجم بالإنجليزية «سيدة».
وعلى الرغم من أن الاسم الممنوح للسيدة سايجو لا يظهر في الوثائق الباقية على قيد الحياة من ذلك الوقت فإنه هناك دليل جيد على أنه كان «ماساكو»، ولكن هذا الاسم نادرا مايُستخدم.أما اسمها الأكثر شيوعاكان أواي أو «الحب الحقيقي» وتتفق معظم المصادر أنها كانت كُنية قد مُنحت لهاعندما كانت طفلة. وكان الأصدقاء المقربون والعائلة يسمونها «أواي» خلال فترة حياتها، وهو الاسم الأكثر استخداما في المراجع الثقافية الشائعة الحديثة. وعقب وفاتها تم منحها اسم بوذي يُمنح بعد الوفاة، واختصارا لهذا الاسم «هوداي» فإنه أحيانا مايستخدم احتراما وورعا لها...

## خلفية عن قبيلتها
كانت عائلة سايجو واحدة من فروع قبيلة كيكوتشي المشهورة التابعة لكيوشو والتي هاجرت شمالا إلى مقاطعة ميكاوا في القرن الخامس عشر.وفي عام 1524م اقتحمت قوات ماتسودايرا كيوياسو (1536م-1511م)جد توكوجاوا إيأسو واستولت على مقر قبيلة سايجو في قلعة ياماناكا أثناء عزوه لمنطقة ميكاوا وبعد وقت قصير من المعركة، خضع سايجو نوبوسادا، الرئيس الثالث لعائلة سايجو، لقبيلة ماتسودايرا. وبعد الوفاة المفاجئة لكيوياسو عام 1536م والقيادة العقيمة والموت البكر لماتسودايرا هيروتادا (1549م-1526م)خضعت قبيلة ماتسودايرا في النهاية لإيماجاوا يوشيموتو (1519م-1560م)التابع لمقاطعة سوروجا شرق ميكاوا.وعندما خضعت قبيلة ماتسودايرالإيماجاوا، قبائل خدمهم، والتي شملت قبيلة سايجو والتي خضعت هي الأخرى لإيماجاوا. وعقب مَعْرَكة أوَكيهَازَاما (1560م)حاول سايجو ماساكاتسو إعادة التأكيد على استقلال القبيلة بينما تنازل عن بعض الامتيازات العقارية لقبيلة الإيماجاوا. وردا على ذلك قام إيماجاوا أوجيزان باعتقال ثلاثة عشر رجلا من قبيلة سايجو وقام بطعنهم عموديا قرب قلعة يوشيدا. ولم تردع عقوبات الإعدام قبيلة سايجو نوفي عام 1562م الإيماجاواغزوات تأديبية شرق ميكاوا وهاجمت قلعتي سايجو الأساسيتين. وقد تم قتل ماساكاتسو في معركة قلعة جوهونماتو: وتم قتل ابنه الأكبر موتوماسا في معركة قلعة واتشيجايا. وتم نقل قيادة القبيلة إلى ابن ماساكاتسو، سايجو كيوكازو (1594-1533م)، الذي تعهد بولائه لقبيلة ماتسودايراتحت قيادة توكوجاوا إيأسو اثناء صراعهم مع قبيلة الإيماجاوا.وفي عام 1569م انتهت سلطة فيبلة الإيماجاوابحصار قلعة كاكيجاوا.
ولم يتم تسجيل اسم والدة السيدة سايجو ولا تاريخ ميلادها أو وفاتها في أي من الوثائق الموجودة عللى الرغم من أنه من المعروف أنها كانت الأخت الكبرى لسايجو كيوكازو. وكان والد السيدة سايجو توزوكا تاداهارو التابع لمقاطعة توتومي يخضع لسيطرة قبيلة الإيماجاوا المباشرة. وكان من المحتمل جداأن الزواج بين تاداهارو وزوجته قد نظمته قبيلة الإيماجاوا.